# Sanktuarium Królowej Rodzin w Lubaszu
Sanktuarium Królowej Rodzin w Lubaszu – sanktuarium położone w Lubaszu, w powiecie czarnkowsko-trzcianeckim, w województwie wielkopolskim. Obiektem kultu jest szesnastowieczny obraz Matki Bożej z Dzieciątkiem, znajdujący się w zabytkowym kościele parafialnym parafii Narodzenia Najświętszej Maryi Panny w Lubaszu.

## Historia
Lubaski kościół zbudowano w latach 1750–1761 w stylu barokowym, w miejscu starego kościoła, który w 1750 roku zapadł się pod ziemię. Świątynia powstała dzięki staraniom wojewody kaliskiego Maksymiliana Bończy Miaskowskiego. Kościół został poświęcony w 1775 roku, zaś kościołem parafialnym stał się 22 maja 1779 r. W połowie XIX wieku powstała przykościelna plebania. Neogotycka dzwonnica stanęła w 1856 r. Kościół przeszedł gruntowny remont pod koniec XX wieku. Wtedy to, m.in. wyłożono obejście starobrukiem, przełożono dach i pomalowano zewnętrzną elewację.

## Architektura

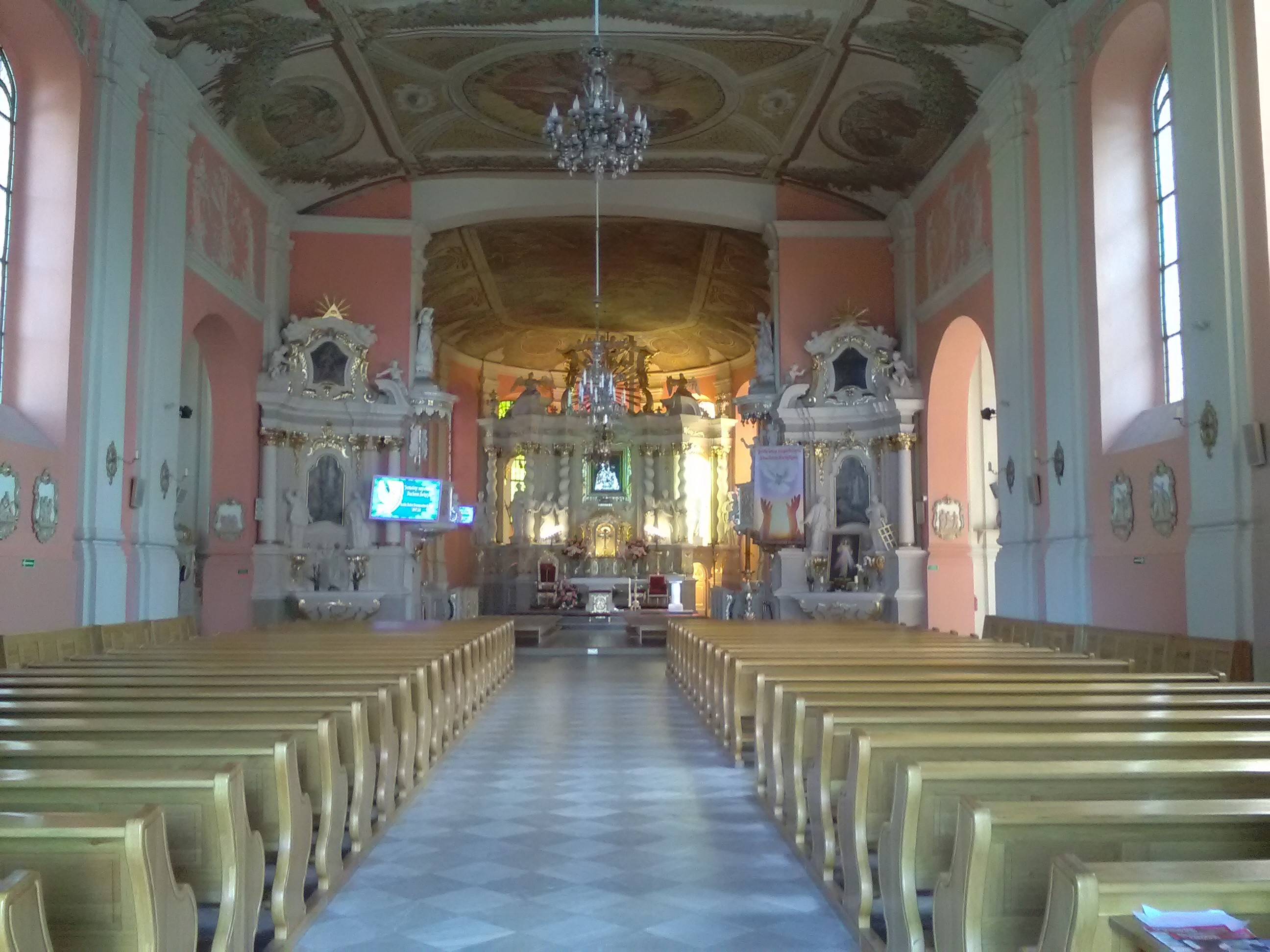
Wnętrze świątyni

Świątynię, powstałą na planie krzyża, otacza mur z bramą z 1900 roku. Jest to kościół jednonawowy, z wydzielonym prezbiterium, z przylegającymi do nawy kaplicami bocznymi. Obie strony fasady wieńczą wieże z ośmiobocznymi hełmami, zakończone pozłacanymi krzyżami. Do prezbiterium, którego sklepienie ukazuje Wniebowzięcie Najświętszej Maryi Panny w otoczeniu ewangelistów, rodziców Maryi oraz św. Józefa i św. Elżbiety, przylegają skarbczyk oraz zakrystia. W prezbiterium ustawione są dwurzędowe stalle z herbem Lubasza.
Rokokowe wyposażenie pochodzi z 1760 r. Wnętrze kościoła zdobi polichromia z lat 30. XX w, autorstwa Wacława Taranczewskiego, przedstawiająca sceny z życia Maryi. Ambona i chrzcielnica, z misą chrzcielną schowaną za drzwiczkami, mieszczą się w przejściu z prezbiterium do nawy.
W ołtarzu głównym znajduje się obraz Matki Boskiej z Dzieciątkiem; nad nim widnieją wizerunki Ducha Świętego i Boga Ojca. W ołtarzu znajdują się również rzeźby świętych; ulokowane są też drogocenne wota, ufundowane w 1651 r. przez Teodora i Łukasza Gorajskich za ocalenie pod Beresteczkiem.
Kaplica boczna św. Krzyża, z ołtarzem Pana Jezusa Ukrzyżowanego i Najświętszego Serca Jezusa oraz Pietą i figurą św. Teresy od Dzieciątka, znajduje się po prawej stronie. Po lewej stronie jest położona kaplica boczna św. Wojciecha i św. Stanisława Szczepanowskiego, z ołtarzami św. Wojciecha i św. Wawrzyńca.
Nad głównym wejściem ulokowana jest empora z organami oraz rzeźby aniołów. Po obu stronach kościoła znajdują się loże. W podkościelnych kryptach pochowani są kolatorzy oraz lubascy proboszczowie.

## Cudowny obraz Matki Bożej z Dzieciątkiem
Kult Matki Boskiej lubaskiej związany jest z objawieniem maryjnym, które miało miejsce na Krasnej Górze. Wedle podania Matka Boska objawiła się pewnemu leśnikowi i rzekła, iż na wszystkich tych, którzy będą modlić się w tym miejscu, spłyną łaski.
Obraz, przedstawiający Maryję piastującą Dzieciątko Jezus, wzmiankowany już w 1553 roku; został przekazany parafii przez stajkowskiego cystersa, ojca Adama Ryskoniusza. Wizerunek Matki Boskiej z Dzieciątkiem (nieznanego autora), pochodzi z Rzymu. Namalowany został pod koniec XVI wieku farbami olejnymi na drewnianych deskach. Otoczony jest rzeźbioną, srebrną ramą; ma wymiary 93,5 × 130,5 cm. Pierwowzorem cudownego obrazu jest obraz Salus Populi Romani z Bazyliki Matki Boskiej Śnieżnej w Rzymie. 
 Obraz znajdował się początkowo w drewnianym kościele, który w drugiej połowie XVII wieku spłonął, lecz sam obraz cudownie ocalał. W 1761 roku trafił do nowo wybudowanego kościoła. Sto lat później wizerunek Matki Boskiej ozdobiono srebrną sukienką i koronami udekorowanymi półszlachetnymi czeskimi kamieniami. 
W 1984 r. doszło do kradzieży wotów, sukienki oraz koron, a po dwudziestu latach – do kolejnej kradzieży; zrabowano wówczas pozostałe wota, siedmioramienne świeczniki i srebrny pacyfikał.
Uroczysta koronacja obrazu koronami papieskimi miała miejsce 3 września 2000 roku. Poświęcenia koron dokonał 13 czerwca 1999 roku Jan Paweł II w Warszawie, natomiast koronacji – arcybiskup metropolita poznański Juliusz Paetz.  